# Релес, Григорий Львович
Гирш Соломо́нович (Григо́рий Льво́вич) Ре́лес (идиш הירש רעלעס‎, бел. Рыго́р (Гірша) Льво́віч Рэ́лес; 23 апреля 1913 — 18 сентября 2004) — еврейский писатель, поэт и переводчик, писал на идише, белорусском и русском языках.

## Биография
Родился в семье меламеда (учителя в хедере) и поэта на иврите Лейба Релеса в Чашниках. Первое стихотворение на идише было опубликовано в газете «Юнгер Арбэтэр» в 1930 году.
Закончил Витебский педтехникум и литературный факультет Минского педагогического института. Работал в журнале «Вожык» («Ёж»).
Член еврейской секции Союза писателей БССР с 1936 года, исключён в 1937 году.
Умер 17 сентября 2004 года в Минске. Похоронен на кладбище в Колодищах под Минском.

## Творчество
Первый сборник стихов вышел в 1939 году под названием «Онхейб» («Начало»). Очерки Релеса о белорусских евреях публиковались в журнале «Советиш геймланд». Книги: «Ибэр ва́йсрусише штэ́тлэх» («По белорусским местечкам»), «Унтэр фри́длэхн химл» («Под мирным небом»).
Автор повести «Записки моего коллеги» (1960), «Через трудный порог» (1976), сборников прозы «Друзья и знакомые» (1963), «За тесными партами» (1966), «В родном уголке» (1972), «Под каждой крышей» (1979).
Последняя книга — «Еврейские советские писатели Белоруссии» (2004) (идиш, 2006 — перевод на русский язык).